# Osu!
osu! — безплатна музична ритм-гра, написана мовою C# у 2007 році. Ігровий процес схожий з Osu! Tatakae! Ouendan, Elite Beat Agents і Taiko no Tatsujin.

## Ігровий процес

### Стандартний режим
Ігровий процес полягає в натисканні з'являючих на екрані нот, ведення м'яча по слайдеру, а також обертанню спінера максимально швидко. В залежності від точності попадання в такт музики, нараховуються очки, за неправильне виконання дій у гравця віднімаються «життя», по закінченню яких зараховується поразка. Гра підтримує багатокористувацький режим.

#### Ігрові елементи
Ноти — представлені у вигляді кіл, по яких необхідно натискати.
Слайдери — потрібно провести м'ячик по певній траєкторії.
Спінер — необхідно розкрутити «спінер» як можна швидше для отримання очок.

#### Підрахунок очок
Ви отримуєте очки за всі натискання, зроблені Вами. Вони вважаються за формулою:
- Очки = Натискання, зроблені вами × (Бонус за комбо × Бонус за складність × Бонус за моди (якщо використовуються)) / 25
- Натискання = Натискання, зроблені Вами на (50, 100 (може трохи більше) або 300).
- Бонус за комбо = Натискання, зроблені без помилок поспіль. Рахуються після 1 або 0
- Бонус за складність = Складність ігрової карти.
- Бонус за моди = Множення очок за вибрані Вами моди.

Так само, коли Ви починаєте рухати м'ячик по слайдеру чи будете повертати його назад по стрілці, отримаєте 30 очок. Якщо ви проводите м'ячиком по точці на слайдері, то отримаєте 10 додаткових очок. А за кожне коло спінера ви отримаєте ще 1000 очок. Ще можна отримати додаткові 1000 очок за кожен поворот, якщо кільце спінера не дійшло по центру, а бічні рівні повні.

#### Рейтинг
В залежності від того, наскільки гравець був акуратний за рівень, нараховується ранг по закінченню рівня, всього ранги поділяються на:
- SS — 100,00 % точності;
- S — більше ніж 95 % точності, менше ніж 1 % 50 очкових натискань;
- A — більше ніж 92 % точності, без пропусків або більше ніж 90 % 300-очкових натискань;
- B — більше ніж 86 % точності, без пропусків або більше ніж 80 % 300-очкових натискань;
- C — понад 68 % точності;
- D — точність нижче 68 %.

Також платинові оцінки S і SS можна одержати, граючи пісні з модами Hidden, Doubletime(Nightcore) або Flashlight

#### Керування
Для гри, крім клавіатури і комп'ютерної миші, можуть бути використані планшетний комп'ютер і графічний планшет.

### Catch the Beat
Catch the Beat (дослівно перекладається як «злови ритм») — режим гри osu!, де гравцеві пропонується ловити фрукти в тарілку під музику.

#### Керування
У цьому режимі всього 3 кнопки управління: стрілки для переміщення персонажа вліво-вправо і Shift для прискорення руху персонажа у 2 рази.
Також в грі існує «суперприскорення» (англ. Hyperdash), який використовується тоді, коли персонаж не може зловити фрукти навіть зі звичайним прискоренням. Виглядає це як світиться червоний фрукт, і коли персонаж його ловить, то він прискорюється рівно до тієї швидкості, щоб зловити наступний фрукт, не зірвавши комбо.
При включенні мода «Relax», персонажем можна керувати за допомогою мишки.

### Taiko
Тайко — режим гри osu!, повторює елементи гри Taiko no Tatsujin, також відомої як Taiko: Drum Master в Америці.

#### Геймплей
У цьому режимі емулюється гра на японському барабані. Гравцеві треба натискати на червоні й сині кружки на конвеєрі, які, своєю чергою, емулюють удар по центру або краю барабана.
За замовчуванням, для червоних нот (don) використовуються кнопки X і С, для синіх (kat) — Z V. Велика червона або синя нота означає, що потрібно натиснути обидві кнопки одночасно. Також в моді є подібність слайдера (драмрол): він жовтого кольору, від його вибивання не росте комбо, однак, даються очки за кожне натискання по «частинці» слайдера. Натискати треба зі швидкістю пісні, якщо робити це швидше, то окуляри зараховуватися не будуть. Ще в цьому моді присутні елементи схожі на спінер (денден): він як і драмрол не впливає на кількість комбо, по закінченню вибивання дендена дають призові очки. Щоб його вибити використовуйте чергування червоних і синіх нот.

### osu!mania
osu!mania — режим гри osu!, симулює гру Beatmania IIDX (а також різні DJMAX, Guitar Hero та інші) в якому гравцеві потрібно натискати ноти на конвеєрі. Він трохи схожий на Тайко, але різних кнопок більше.
Дата виходу режиму: 8 жовтня 2012 року.
Цей режим зібрав практично всі основні ритм-гри, де по конвеєру біжать ноти, і треба вчасно і як можна точніше на них натиснути. Хоч режим гри спочатку повторює Beatmania IIDX, змінюючи кількість кнопок, можна зробити її схожою і на Guitar Hero, і на Dance Dance Revolution, і на що тільки побажаєте. Тобто, від 1 до 9 кнопок.
Швидкість падіння нот регулюється в грі за допомогою клавіші F3/F4.
Стандартне керування:
- Для лівої руки — S, D, F.
- Для правої руки — J, K, L.
- Центральна кнопка — пробіл.
- «Особлива» кнопка — лівий Shift.

Також в грі є друге стандартне управління, при якому кнопки йдуть у порядку Z, S, X, D, C, F, V і все той же лівий Shift.
З новим оновленням у березні 2015 року для osu!mania вийшов мод під назвою Co-op. Мод дозволяє двом гравцям грати з одного комп'ютера на одній клавіатурі одночасно. Ігрове поле розбивається на два конвеєри. Кнопки керування можна змінити в налаштуваннях гри.

## Моди
Для кожної пісні у грі можна поставити моди. За кожен поставлених мод змінюється множник очок. Спочатку він дорівнює 1,00 x. Залежно від моду змінюється показник множника. Чим більше множник очок, тим більше відповідно, дається очок. Також, при використанні декількох модів, множник балів множиться. Тобто, моди Hidden + Flashlight = 1,06 x*1,12 x = 1,1872 x множник очок. Однак, на екрані вибору модів, osu! округлює число вниз (до сотих), тому Hidden і Flashligh, включені разом, зображатися як 1,18 х.

#### Що спрощують гру
- Easy (множник очок — 0,5 x) — У гравця більше «життів», ноти менш вимогливі до чутливості;
- No-Fail (множник очок — 0,5 x) — Гравець не може програти;
- Half-Time (множник очок 0,3 x) — Пісня сповільнюється на 25 % від оригіналу.

#### Що ускладнюють гру
- Hard Rock (множник очок — 1,06 x в режимі Osu, Taiko. 1,12 x в режимі Catch the Beat) — Ноти стають менші, карта перевертається, час появи нот зменшується;
- Sudden Death (не змінює множника очок) — Один промах = Програш;
- Perfect (не змінює множника очок) — Гравець повинен пройти пісню тільки на ранг SS, або ж пісня перезавантажиться;
- Double (множник очок — 1,12 x В режимі Osu, Taiko. 1,06 x в режимі Catch the Beat) — Прискорення гри на 50 %.

- Nightcore (множник очок — 1,12 x В режимі Osu, Taiko. 1,06 x в режимі Catch the Beat) — Прискорення гри, музики, фону (Якщо на тлі відео) на 50 %;
- Hidden (множник очок — 1,06 x) — Ноти стають невидимі після появи;
- Flashlight (множник очок — 1,12 x) — Обмежена видимість «ігрового поля», при 100 комбо видимість зменшується, і ще раз при досягненні 200 комбо.

#### Особливі
- Relax (не приносить очок, тобто не на ранг) — Гравцеві треба просто наводити курсор на ноти, не натискаючи на них;
- Autopilot (не приносить очок, тобто не на ранг) — Курсор сам наводиться на ноти, від гравця потрібно просто натискати в певний час;
- Spun Out (множник очок — 0,90 x) — Спінери проходяться автоматично;
- Auto (не приносить очок, тобто не на ранг) — Пісню проходить бот. Від гравця нічого не потрібно;
- Cinema (не приносить очок, тобто не на ранг) — Геймплей пропадає, гравцеві пропонується лише дивитися на фон.

### Моди для інших режимів
В основному, для всіх режимів гри моди однакові. Однак варто зазначити osu!mania. У цьому ігровому режимі є моди, які недоступні для інших:
- Fade-In — часткове затемнення «ігрового поля»;
- 1K,2K,3K,...,9K — зміна кількість клавіш (Від 1-ї клавіші, до 9);
- Co-op — можливість грати відразу удвох на одній клавіатурі;
- Random — ноти перемішуються.